# Debbie Knox
Deborah Knox, detta Debbie (Dunfermline, 26 settembre 1968), è un'ex giocatrice di curling britannica.

## Biografia
Partecipò all'età di 33 anni ai XIX Giochi olimpici invernali edizione disputata a Salt Lake City (Stati Uniti d'America) nel 2002, riuscendo ad ottenere la medaglia d'oro nella squadra britannica con le connazionali Fiona MacDonald, Rhona Martin, Margaret Morton e Janice Rankin.